# La función social de los saberes liberales
La función social de los saberes liberales es una obra publicada en 1961 en la colección “Naturaleza e historia” de la editorial Rialp. En ella se intenta estudiar si los saberes meramente especulativos tienen o no una función social. El autor opone el concepto de saberes liberales al de artes serviles, que se definen por su utilidad. Al igual que otros textos del mismo autor, se sigue un esquema ordenado, y está escrito con claridad y precisión. Millán Puelles se ha desprendido ya del lenguaje ligeramente pedante de su primer libro: El problema del ente ideal.
El libro, además de la introducción, está dividido en dos partes: La proyección de los saberes liberales en la vida activa de la sociedad, y La ordenación de la sociedad a la teoría.
En la introducción, después de enunciar la distinción mencionada entre saberes liberales y serviles, afirma que no basta explicar fácticamente la aparición de los saberes liberales en la sociedad, por ejemplo, con una descripción psicológica.
- Datos: Q5966782